# Schlacht am Kasserinpass
Die Schlacht am Kasserinpass war eine Schlacht zwischen deutsch-italienischen und alliierten Truppen im Rahmen des Tunesienfeldzugs und das erste größere Aufeinandertreffen deutscher und amerikanischer Verbände während des Zweiten Weltkriegs. Trotz hoher alliierter Verluste wurde der auf das US-amerikanische Nachschublager im ostalgerischen Tebessa zielende Vorstoß der Achsenmächte abgewiesen.

## Vorgeschichte
Nach der Niederlage der Panzerarmee Afrika unter Erwin Rommel in der zweiten Schlacht von El Alamein und den britisch-US-amerikanischen Landungen in Marokko und Algerien (Operation Torch) im November 1942 befanden sich die italienischen und deutschen Truppen in einem Zweifrontenkrieg. Nach dem Fall von Tripolis (Ende Januar 1943) besetzte die sich zurückziehende Armee Rommels die Mareth-Linie in Südtunesien, um sie gegen Montgomerys Angriffe zu verteidigen. Um den alliierten Vormarsch der britischen 1. Armee im Westen zu stoppen, war zuvor in Tunesien die 5. Panzerarmee unter Hans-Jürgen von Arnim aufgestellt worden.

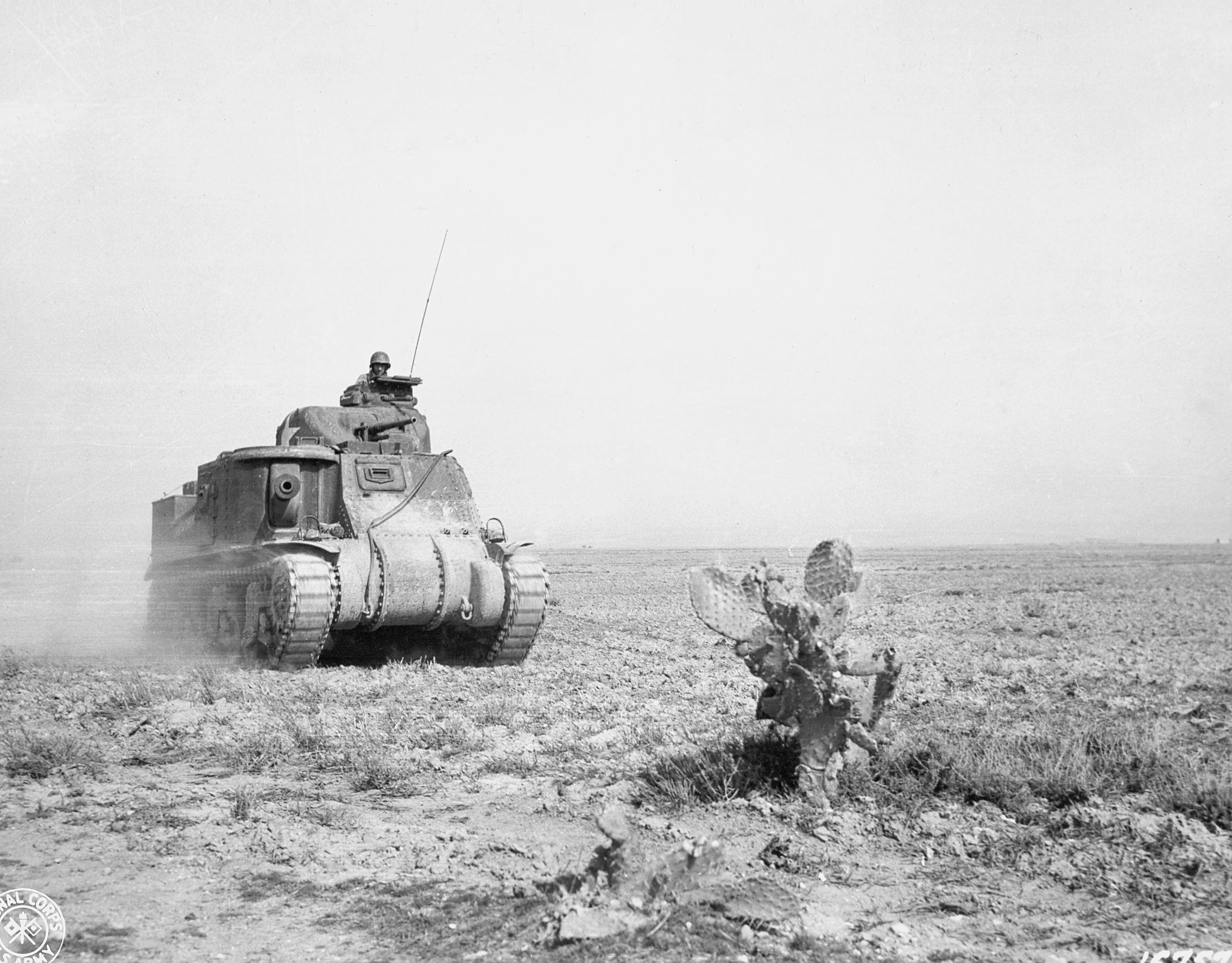
Grant-Panzer der 1. US-Panzerdivision in Tunesien, Februar 1943

Dem II. US-Korps der britischen 1. Armee war es Anfang 1943 gelungen, die Ausläufer des Tellatlas in Westtunesien zu besetzen, von wo aus es die Nachschublinien Rommels bedrohte. Am 30. Januar begannen Truppen der 5. Panzerarmee unter Führung von Generalleutnant Heinz Ziegler einen Angriff auf den von französischen Truppen verteidigten Faïd-Pass, den sie trotz des Eingreifens von Teilen der 1. US-Panzerdivision einnehmen konnten. Am 14. Februar begannen die deutschen Truppen das Unternehmen „Frühlingswind“ mit einem Angriff der 10. und 21. Panzer-Division auf Sidi Bouzid, etwa 15 km westlich vom Faïd-Pass. In den Kämpfen vom 14. bis zum 17. Februar verlor die 1. US-Panzerdivision über 100 Panzer und musste sich zurückziehen. Die dadurch gewarnten Alliierten zogen eilig weitere Truppen in das bedrohte Gebiet und nahmen ihre Truppen aus Gafsa zurück.
Am 17. Februar erreichte die 21. Panzer-Division Sbeitla. In dieser Situation übernahm Rommel persönlich den Befehl über die Operation, die beiden Panzerdivisionen wurden ihm direkt unterstellt. Damit verbunden war der Auftrag des italienischen Comando Supremo, nicht auf Tebessa, die Hauptbasis des II. US-Korps, sondern auf El Kef, in den Rücken des britischen V. Korps, vorzustoßen. Hierfür kamen die Sbiba-Lücke und der Weg durch den Kasserinpass und über Thala in Frage. Die divisionsstarke Kampfgruppe Deutsches Afrikakorps (DAK) sowie die 131. Panzerdivision „Centauro“ und das 7. Bersaglieri-Regiment waren bereits von Gafsa aus in Marsch gesetzt worden, um Rommels Angriffsgruppe zu verstärken. Aufklärungseinheiten der Kampfgruppe DAK erreichten den Ort Kasserine am 18. Februar.

## Verlauf
Am 19. Februar führte die Kampfgruppe DAK zunächst testweise Angriffe auf den Eingang zum Kasserinpass durch, bei denen sie in einem Minenfeld steckenblieb. Die 21. Panzer-Division, bei der Rommel sich an diesem Tag aufhielt, traf währenddessen bei Sbiba auf die britische 1st Guards Brigade und Teile der 34. US-Infanteriedivision und wurde in ihrem Vormarsch gestoppt. Rommel entschied daraufhin, den Erfolg am Kasserinpass zu suchen und die 10. Panzer-Division, die von der 5. Panzerarmee in den Raum Kairouan befohlen worden war, hierfür einzusetzen.
In der Nacht vom 20. zum 21. durchbrachen die deutschen Verbände die von der Task Force Stark gehaltene Verteidigungslinie am Kasserinpass. Die von General Lloyd Fredendall schlecht geführten US-Truppen wurden zerschlagen, 3000 ihrer Soldaten fielen oder wurden verwundet, 4000 gerieten in Gefangenschaft, der Großteil der US-Truppen floh in Panik. Bei ihrer Flucht ließen die US-Truppen große Mengen an Waffen, Fahrzeugen und Ausrüstung zurück. Die 10. Panzer-Division erbeutete während der Kämpfe am Kasserinpass u. a. 95 M3 Halbkettenfahrzeuge.
Die 10. Panzer-Division wandte sich daraufhin nach Thala, wo sie auf die 26. britische Panzerbrigade traf, die mit starker Artillerie- und Luftunterstützung ihre Stellung verteidigte. Die Kampfgruppe DAK ging in nordwestlicher Richtung im Bahiret Foussana vor, wobei sich ihr das noch frische Combat Command B der 1. US-Panzerdivision und Teile der 1. US-Infanteriedivision entgegenstellten.
Nach erfolglosen Angriffen auf die amerikanischen Stellungen am 22. und nach Rücksprache mit dem OB Süd Kesselring entschied sich Rommel, die Angriffe abzubrechen und die Kampfgruppe DAK sowie die 10. Panzer-Division unter Verminung des Rückzugswegs auf den Kasserinpass zurückzuziehen. Nach der Ernennung zum Oberbefehlshaber der neuen Heeresgruppe Afrika am 23. Februar erhielt er den Befehl des Comando Supremo, die Offensive einzustellen und seine mobilen Verbände auf eine spätere Aktion gegen die Spitzen der 8. Armee an der Mareth-Linie vorzubereiten.

## Folgen
Als Folge seiner nicht überzeugenden Führung während der Schlacht wurde Anfang März Lloyd Fredendall als Kommandierender General des II. US-Korps von George S. Patton abgelöst, dem Omar N. Bradley als Stellvertreter zugeteilt wurde.
Die Niederlage der US-Truppen und ihre Flucht trugen dazu bei, die Geringschätzung der britischen Soldaten bezüglich der Kampfkraft ihrer Verbündeten zu verstärken. Zudem mussten die Alliierten durch diese Niederlage hohe materielle Verluste sowie hohe Verluste bei den eigenen Truppen hinnehmen.